# Davindi
Davindi was een zoekmachine, waarmee gezocht wordt in de opensourcedatabank van Kennisnet.
De bronnen die in Davindi zijn ontsloten zijn zowel publiek als door Davindi-redacteuren aangemeld. In de databank werden url's, die geschikt zijn voor het onderwijs, door docent-redacteuren en mediathecarissen gecategoriseerd en beschreven. De zoekmachine Davindi zocht dus niet op het hele internet, maar binnen de speciaal samengestelde onderwijscollectie, waarin onder meer webpagina’s, documenten, video’s, afbeeldingen en geluidsopnamen zijn ontsloten. Met Davindi kon algemeen gezocht worden op tekst, maar ook op onderwijstype, trefwoord, mediasoort, etc.
Met Davindi was ook informatie te vinden die via andere zoekmachines moeilijker bereikbaar is, zoals artikelen van Kennislink, filmpjes van Schooltv, Teleblik en van de Beroepenbeeldbank. In 2006 bevatte Davindi 50.000 bronnen voor primair onderwijs, voortgezet onderwijs, middelbaar beroepsonderwijs en volwasseneneducatie.
Wie nu naar Davindi zoekt komt uit op PO-lessen.nl, "de zoekmachine voor leerkrachten op de basisschool."